# Nikolaj Morozov
Nikolaj Alexandrovič Morozov (rusky Николай Александрович Морозов; 25. červnajul./ 7. července 1854greg. – 30. července 1946) byl ruský revolucionář-narodnik. Ke konci života se věnoval vědě.

## Životopis

### Mládí
Nikolaj Alexandrovič Morozov se narodil v roce 1854 na rodovém panství Borok. Zprvu se vzdělával samostatně, roku 1869 se zapsal na moskevskou školu (neúspěšně) V letech 1871 - 1872 studoval na Moskevské univerzitě.
V roce 1874 se připojil k populistické skupině Čajkovců a šířil propagandu mezi rolníky v Moskvě, Jaroslavli, Kostromě, Voroněži a Kursku. Ve stejném roce odešel do zahraničí, byl zástupcem Čajkovců ve Švýcarsku.

### Revolucionář
Pracoval v novinách "Pracovník" a časopisu "Vpřed", byl členem první internacionály. Po návratu do Ruska v roce 1875 byl zatčen. V roce 1878 byl odsouzen na jeden rok, poté byl propuštěn. Odešel do Saratova, aby propagoval marxismus.
Stal se jedním z vůdců organizace Zemlja i volja a pracoval v jejích novinách. V roce 1879 se podílel na vytvoření skupiny Narodnaja volja a podílel se na několika pokusech o atentát na Alexandra II. V roce 1880 odešel se ženou do zahraničí z důvodu neshody s kolegy. V Londýně se setkal s Karlem Marxem.
V roce 1881, po úspěšném atentátu na cara se Morozov vrátil do Ruska, ale hned na hranicích byl zatčen. V roce 1882 byl odsouzen k doživotnímu vězení. Pobýval střídavě v Petropavlovské pevnosti a Šlisselburgu.

### Pozdější léta
V listopadu 1905 byl v důsledku revoluce po 25 letech propuštěn. Jeho zájem o politiku ochladl, začal se věnovat vědě, již ve vězení psal mnoho knih na toto téma. Na začátku roku 1907 se oženil. Roku 1908 vstoupil do zednářské lóže.
Morozov nesdílel bolševické názory. Pro něho byl socialismus ideální společenskou organizací, ale tento ideál vnímal jako vzdálený cíl, který je spojen s celosvětovým vývojem vědy, techniky a vzdělání. Začal dokonce hájit kapitalismus a prohlásil, že průmysl je třeba postupně znárodňovat, nikoli násilně vyvlastnit.
Svými myšlenkami se sbližoval s Plechanovem. Po říjnové revoluci, s níž se smířil, se stal ředitelem institutu přírodních věd v Petrohradě, jímž byl až do své smrti. Roku 1932 se stal čestným členem Ruské akademie věd. Zbytek svého života strávil v rodném Boroku. Na jeho počest pojmenoval Grigorij Neujmin planetku 1210 Morosovia podle Morozova.